# Аврам Аврамов (алпинист)

Аврам Илиев Аврамов е български алпинист, заслужил деятел на Българския туристически съюз (БТС).

## Биография
Роден е на 6 февруари 1933 г. в разградското село Дянково. Член е на БКП. Първоначално завършва Физкултурния техникум в Пловдив, а през 1956 г. и ВИФ „Георги Димитров“ със специалност туризъм и алпинизъм. След това е директор на централната планинска школа „Мальовица“. Треньор по алпинизъм при Централния съвет на БТС. През 80-те години завежда отдел „Физкултура, спорт и туризъм“ при Градския съвет на БТС в София. През 1953 г. поради измръзване изгубва пръстите и на двата си крака. През 1963 г. изкачва връх Монблан де такюл, а по-късно заедно с Георги Атанасов Пти Дрю и двата във Френските Алпи. От 1972 г. е заслужил треньор. През февруари-май 1984 г. ръководи българската експедиция Еверест 84. След смъртта на Христо Проданов по предложение на Аврам Аврамов се прави пълен траверс на Еверест по двата ръба, който става известен като „Българският траверс на Еверест“. С указ № 1890 от 18 юни 1984 г. за проявена решителност и мъжество и за изключителни постижения получава званието Герой на социалистическия труд на България. Носител е още на ордени „Червено знаме на труда“ (1964, 1972), „Кирил и Методий“ – II ст. (1970), „За спортна слава“ – I ст. (1979).

## Изкачени върхове
- Бжедух (1959)
- Шхелда (1959)
- Мижурги (1961)
- Казбек (1961)
- Каштан-тау (1961)
- Шхара (1961)
- Ленин – 7134 m (1967, 1983)
- Комунизъм – 7495 m (1982)